# Akiko Sudo
Akiko Sudo (須藤 安紀子, 7 d'abril de 1984) és una exfutbolista japonesa.

## Selecció del Japó
Va debutar amb la selecció del Japó el 2003. Va disputar 15 partits amb la selecció del Japó. Ha disputat Copa del Món de 2003.

## Estadístiques
| Selecció del Japó | Selecció del Japó | Selecció del Japó |
| Anys              | Partits           | Gols              |
| ----------------- | ----------------- | ----------------- |
| 2003              | 2                 | 0                 |
| 2004              | 0                 | 0                 |
| 2005              | 5                 | 1                 |
| 2006              | 1                 | 1                 |
| 2007              | 0                 | 0                 |
| 2008              | 0                 | 0                 |
| 2009              | 0                 | 0                 |
| 2010              | 7                 | 1                 |
| Total             | 15                | 3                 |